# Subida al Naranco 2007
La Subida al Naranco 2007, quarantunesima edizione della corsa, valida come evento del circuito UCI Europe Tour 2007 categoria 1.1, fu disputata il 1º maggio 2007 per un percorso totale di 165,9 km. Fu vinta dallo spagnolo Koldo Gil con il tempo di 4h06'05" alla media di 40,45 km/h.
Furono 62 i ciclisti che portarono a termine il percorso.

## Ordine d'arrivo (Top 10)
| Pos. | Corridore           | Squadra        | Tempo    |
| ---- | ------------------- | -------------- | -------- |
| 1    | Koldo Gil           | Saunier Duval  | 4h06'05" |
| 2    | Francisco Mancebo   | Relax-GAM      | a 10"    |
| 3    | Pedro Arreitunandia | Barloworld     | a 22"    |
| 4    | Jesús Ramírez       | Spiuk          | a 28"    |
| 5    | Giampaolo Cheula    | Barloworld     | a 31"    |
| 6    | Marcos Serrano      | Karpin Galicia | a 34"    |
| 7    | Jaume Rovira        | Viña Magna     | s.t.     |
| 8    | Daniel Petrov       | Benfica        | s.t.     |
| 9    | David Bernabéu      | Fuerteventura  | a 36"    |
| 10   | Javier Moreno       | Spiuk          | a 47"    |